# 贺若统
贺若统（？—？），一名徽，代人，河南郡洛阳县人（今河南省洛阳市东），北魏、东魏、西魏官员。

## 生平
贺若统的祖先定居于大漠以北，世代担任部落大人，祖父贺若贷在魏献文帝时期归附北魏，出任都官尚书，封安富县公，父亲贺若伏连在北魏官至云州刺史。贺若统勇敢健壮不喜好文章经籍，因为祖先的功勋出任秘书郎。六镇之乱后，贺若统归附葛荣。葛荣战败后，贺若统又归附尔朱荣，受到尔朱荣的深厚礼遇。永安初年，贺若统跟随太宰元天穆讨伐邢杲，以功封当亭子。韩陵之战后，贺若统归附高欢，高欢任命贺若统出任颍州长史。天平四年十月（537年），贺若统和密县人张俭抓住颍州刺史田迅，献出颍州向西魏投降，引导西魏都督梁回占据颍州州城。东魏派遣行台仆射任祥率领豫州刺史尧雄、广州刺史赵育、扬州刺史是宝等人讨伐。贺若统到了长安，西魏文帝元宝炬对他说：“您从颍川来归附我，什么时候能忘记？”西魏文帝当即任命贺若统出任右卫将军、散骑常侍、兖州刺史，赐爵当亭县公。贺若统很快出任北雍州刺史，去世后，朝廷赠予侍中、燕朔恒三州刺史、司空公，谥号哀。

## 家庭

### 子女
- 贺若敦，北周骠骑大将军、开府仪同三司、中州刺史、武都烈公
- 贺若谊，第三子，隋朝柱国、灵州总管、灵州刺史、海陵威公
- 贺若嵩，第六子，隋朝上仪同、车骑将军[13]